# TVIニュース
TVIニュース（ティーブイアイニュース）は、テレビ岩手で放送されているローカルニュースの名称。

## 放送時間
- 月曜 - 金曜 11:40.30 - 11:45
- 土曜 11:45 - 11:50
- 日曜 11:36.55 - 11:40
  - 月曜から金曜と日曜はNNNストレイトニュースのローカル枠での放送。土曜のみ単独番組。また、土曜・日曜は天気予報を別枠で放送。
- NNN昼のニュース→NNNニュースダッシュ時は平日は10分番組だったほか、日曜日は「TVIニュース」として放送していた。
- 臨時の場合は別途設定。
- 2018年10月31日、11月9日・13日は18:30から全国ネットの野球中継[注釈 1]を放送することに伴う特別編成のため『ニュースプラス1いわて』が放送休止となったため、代替として18:15 - 18:24に当番組が放送された[注釈 2]。

## 全国放送
- 2011年3月11日に発生した東日本大震災により、｢ストレイトニュース｣のネットワークニュース(CSとBSのみ)と日テレNEWS24の｢午後いちニュース｣内で、3月下旬から当面、当番組の震災関連ニュースを放送した。　(※尚、2015年3月現在は｢午後いちニュース｣内で放送継続中。)